# Pedigree Dogs Exposed

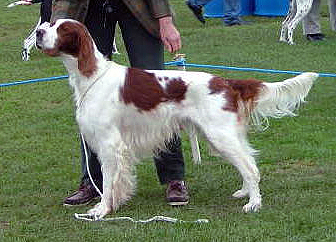
Ein Irish Red and White Setter, eine von nur zwei KC-Rassen mit obligatorischem Gesundheitstest

Pedigree Dogs Exposed (deutsch etwa: „Rassehunde enthüllt“; Titel der deutschsprachigen Fassung: „Rassereine Krüppel – Hunde zu Tode gezüchtet“) ist ein investigativer Dokumentarfilm der britischen Dokumentarfilmerin Jemima Harrison, der erstmals 2008 auf BBC One ausgestrahlt wurde. Der Film untersucht tierschutzrelevante negative Folgen der Rassehundezucht in Großbritannien und kritisiert die Zuchtpraktiken des britischen kynologischen Dachverbands The Kennel Club.
Der Kennel Club (KC) organisiert unter anderem die prestigeträchtige Hundeausstellung Crufts, die größte Hundeausstellung der Welt. Der Film kritisiert die Tatsache, dass der Kennel Club durch eine Überbetonung von Rassestandards, durch Zuchtpraktiken und fragwürdige Prioritäten bei der Formbewertung der Hunde negative Folgen für deren Gesundheit bewusst in Kauf nimmt.
Der Film wurde vom Kennel Club stark kritisiert. Er hatte zur Folge, dass diverse Sponsoren und Verkäufer ihre Beteiligungen an der Hundeausstellung Crufts und anderen vom Kennel Club organisierten Anlässen zurückzogen. Die British Broadcasting Corporation (BBC), welche Crufts vorher 42 Jahre im Fernsehen übertragen hatte, hat diese Ausstellung nach Ausstrahlung des Films seit 2009 aus ihrem Programm gestrichen.
Der Kennel Club bestritt nach der Erstausstrahlung zuerst, dass viele Rassehunde unter Krankheiten leiden, und vertrat den Standpunkt, die meisten Hunderassen seien gesund. Er beschwerte sich bei der britischen Medienaufsichtsbehörde Ofcom über unfaire und tendenziöse Behandlung des Themas. Aufgrund der Reaktionen aus der Bevölkerung initiierte er allerdings später infolge des Films neue Pläne zur Zucht von gesunden Hunden und überprüfte die Standards aller durch ihn betreuten Rassen im Hinblick auf gesundheitliche Fragen. Einige Züchter kritisierten dies als Überreaktion.
Die Entscheidung der Ofcom besagte, dass das Recht auf Gegendarstellung für einige Aussagen des Films nicht beachtet worden war, lehnte jedoch Beschwerden zu diversen weiteren Aspekten ab. Die Aussagen des KC-Genetikers Jeff Sampsons seien falsch dargestellt worden, jedoch sei der Kennel Club insgesamt nicht unfair behandelt worden.
Als Folge des Films wurden von der RSPCA, dem Unterausschuss für Tierschutzfragen des Unterhauses und Sir Patrick Bateson drei separate Untersuchungen zur Gesundheit und zuchtbedingten Defekten bei Rassehunden durchgeführt. In den Untersuchungsberichten kam man zu dem Schluss, dass die heutigen Zuchtpraktiken bei Rassehunden ein Tierschutzproblem darstellen und es wurden diverse Maßnahmen aufgelistet, durch die der Kennel Club die Gesundheit von Rassehunden verbessern könnte.
Am 27. Februar 2012 wurde auf BBC Four eine Fortsetzung unter dem Namen Pedigree Dogs Exposed – Three Years On ausgestrahlt.

## Inhalt

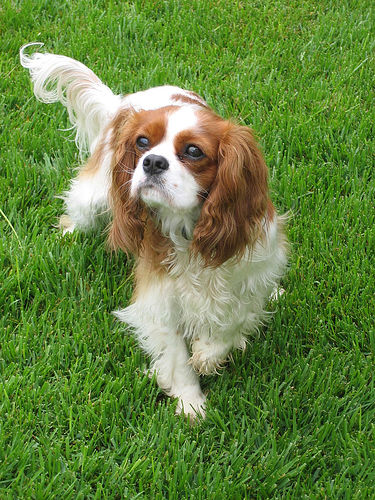
Beim Cavalier King Charles Spaniel gibt es ein gehäuftes Auftreten der Erbkrankheiten Endokardiose und Syringomyelie.

Der Film beginnt mit Aufnahmen eines aufgrund der Erbkrankheit Syringomyelie offensichtlich unter großen Schmerzen leidenden Cavalier King Charles Spaniels. Die Veterinär-Neurologin Claire Rusbridge beschreibt das Problem als Folge eines zu eng gezüchteten hinteren Hirnschädels, in dem das im Verhältnis zum verbliebenen Schädelvolumen zu große Gehirn zu wenig Raum hat. Sie schätzt, dass ein Drittel aller Hunde dieser Rasse von der Krankheit betroffen sind. Ein weiteres Problem der Rasse ist die Herzkrankheit Endokardiose; der Veterinär-Kardiologe Simon Swift schätzt dabei, dass etwa die Hälfte aller Hunde der Rasse im Alter von fünf Jahren darunter leiden und im Alter von etwa zehn bis elf Jahren fast alle Cavalier King Charles Spaniels betroffen sind.
Ungefähr drei Viertel der rund sieben Millionen Hunde in Großbritannien sind reinrassig und verursachen jede Woche Tierarztkosten in der Höhe von zehn Millionen Pfund Sterling. Der Genetiker Steve Jones identifiziert Inzucht als eines der Hauptprobleme. Mark Evan, der ranghöchste Tierarzt der RSPCA, sieht die Verantwortung für die aktuellen Gesundheitsprobleme bei den Hundeausstellungen.

### Drastische Veränderungen
Anhand alter Fotos von Dackeln, Basset Hounds, Bullterriern, Englischen Bulldoggen, Möpsen und Deutschen Schäferhunden wird dargestellt, wie sehr sich manche Hunderassen während der letzten hundert Jahre verändert haben. Der Ausstellungstyp des Deutschen Schäferhunds mit seinem abfallenden Rücken wird mit einem Schäferhund aus einer Arbeitslinie verglichen, der den früheren Deutschen Schäferhunden noch wesentlich ähnlicher sieht.

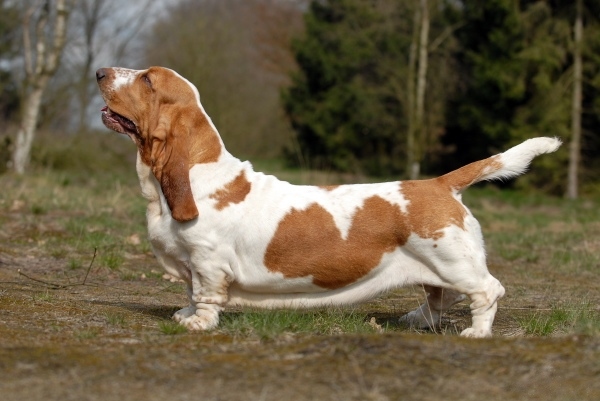
Der Basset Hound wird im Film als „deformierter angeborener Zwerg“ bezeichnet.

Der Crufts-Richter Terry Hannan bezeichnet den Deutschen Schäferhund aus Arbeitslinien als anatomisch nicht korrekt und besteht darauf, dass nur der Ausstellungstyp dem Rassestandard entspreche. Der Präsident des Basset Hound-Clubs weist den Vorwurf, dass seine Rasse unter angeborenem Zwergwuchs leidet, empört von sich und erklärt, dass der heutige Basset dem Basset aus dem 19. Jahrhundert entspreche, hält jedoch gleich darauf ein sechzig Jahre altes Foto eines Bassets für nicht standardkonform.
In einem Interview mit dem Historiker David Hancock erklärt dieser, dass die Züchter der Englischen Bulldogge deren starken Vorbiss und die Faltenbildung im Gesicht mit dem Argument rechtfertigen, dass diese als Brachycephalie bezeichneten Deformationen an die Funktion der Rasse angepasst seien. Anhand von alten Darstellungen der Rasse zeigt er allerdings auf, dass die moderne Bulldogge kaum noch Gemeinsamkeiten mit ihren historischen Vorfahren aufweist. Ihr Kopf ist derart groß, dass die Mehrheit der Würfe nicht mehr auf natürlichem Weg geboren werden kann und Kaiserschnitte in der Bulldoggenzucht quasi normal sind. Im Anschluss daran wird der Boxer als häufig von Krebserkrankungen und Herzkrankheiten betroffen erwähnt, während Bilder eines Boxers bei einem epileptischen Anfall gezeigt werden.
Hunde wurden traditionell nur nach funktionellen Gesichtspunkten (beispielsweise als Jagdhunde oder Wachhunde) gezüchtet. In der Mitte des 19. Jahrhunderts trat allerdings von England ausgehend ein Wechsel ein: Hunde wurden zum Statussymbol und Hundeausstellungen ein Sport. Die Funktion trat hinter das Aussehen zurück. Mark Evans beschreibt die Crufts als „Parade der Mutanten“ und „abartigen, geschmacklosen Schönheitswettbewerb, der nichts mit Gesundheit und Tierschutz zu tun hat“ und hält fest, dass die meisten Rassestandards keine Angaben zur praktischen Leistungsfähigkeit der Hunde machen.

### Eugenik

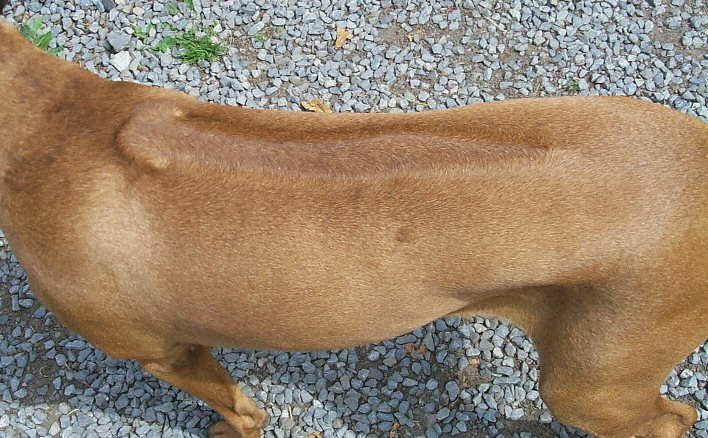
Der Ridge des Rhodesian Ridgeback ist ein Rassemerkmal. Die Zuchtordnung des britischen Rasseclubs hielt fest, dass Welpen ohne Ridge getötet werden sollen.

Der Film setzt die Geschichte des Kennel Club in Zusammenhang mit der Eugenik, die eine wichtige theoretische Grundlage der modernen Rassehundezucht bilde. In einem Interview mit einer Rhodesian-Ridgeback-Züchterin verteidigt diese die Euthanasie von Welpen ohne Ridge, da dieser im Standard zwingend gefordert werde und die Zuchtordnung (Code of Ethics) des Ridgeback-Clubs die Euthanasie solcher Welpen fordert. Die Präsidentin des Ridgeback-Clubs ergänzt, dass sie die Abwesenheit des Ridge für einen Erbfehler halte, der bei etwa einem von zwanzig Welpen auftrete. Dem widersprechen allerdings wissenschaftliche Studien, die zeigen, dass der Ridge eigentlich eine milde Form der Spina bifida ist und dass schwerere Formen dieser Missbildung bei der Rasse überdurchschnittlich häufig auftreten.
Die Regisseurin konfrontiert den Präsidenten des Kennel Clubs, Ronnie Irving, mit der Zuchtordnung des Ridgeback Clubs. Dieser hält die Vorschrift zur Euthanasie für nicht akzeptabel und verneint, dass der Kennel Club davon Kenntnis hatte. Nach dem Interview verlangte der Kennel Club schriftlich vom Ridgeback-Club, die entsprechende Passage aus der Zuchtordnung zu streichen. Der Ridgeback-Club hält dem entgegen, dass der Kennel Club die Zuchtordnungen aller seiner Mitglieder jährlich ratifiziert, so auch diejenige des Ridgeback-Clubs.
Andere Rassen, bei denen nicht standardkonforme Welpen euthanasiert werden, sind unter anderem Deutsche Doggen mit nicht standardkonformen Fellfarben, weiße Deutsche Schäferhunde und weiße Boxer (Fehlfarben). Allerdings ist diese Praxis inzwischen seltener geworden als früher, und die betroffenen Welpen werden häufiger kastriert statt euthanasiert.

### Inzucht
Absichtliche Inzucht, inklusive Mutter × Sohn-, Vater × Tochter- und Bruder × Schwester-Verpaarung, wird als ein weiterer Grund für das häufige Auftreten von Erbkrankheiten bei vielen Rassen genannt. 2006 forderte ein Bericht des Companion Animal Welfare Council Änderungen der Zuchtpraktiken, um Inzucht zu verringern; außerdem sollten Hunde mit Erbkrankheiten von Ausstellungen ausgeschlossen werden. Irving kommentierte diese Forderungen als „basierend auf Emotionen, nicht auf wissenschaftlichen Erkenntnissen“.
Eine Publikation des Kennel-Club-Genetikers Jeff Sampson von 2004 bemerkte, dass „leider die restriktiven Zuchtpraktiken, welche sich in der Rassehundezucht entwickelt haben bei allen Rassen Kollateralschäden verursacht haben“, so dass Erbkrankheiten zunehmend ein Problem für viele, wenn nicht sogar alle Hunderassen seien. Beim Interview gab Sampson allerdings an, dass „die große Mehrheit der vom Kennel Club registrierten Hunde […] ein langes, glückliches und gesundes Leben leben werden“. Eine Studie des Imperial College London zeigte, dass die 10.000 in Großbritannien registrierten Möpse dermaßen ingezüchtet sind, dass ihre Effektive Populationsgröße nur 50 Hunden entspricht.

### Untersuchungen auf Erbkrankheiten

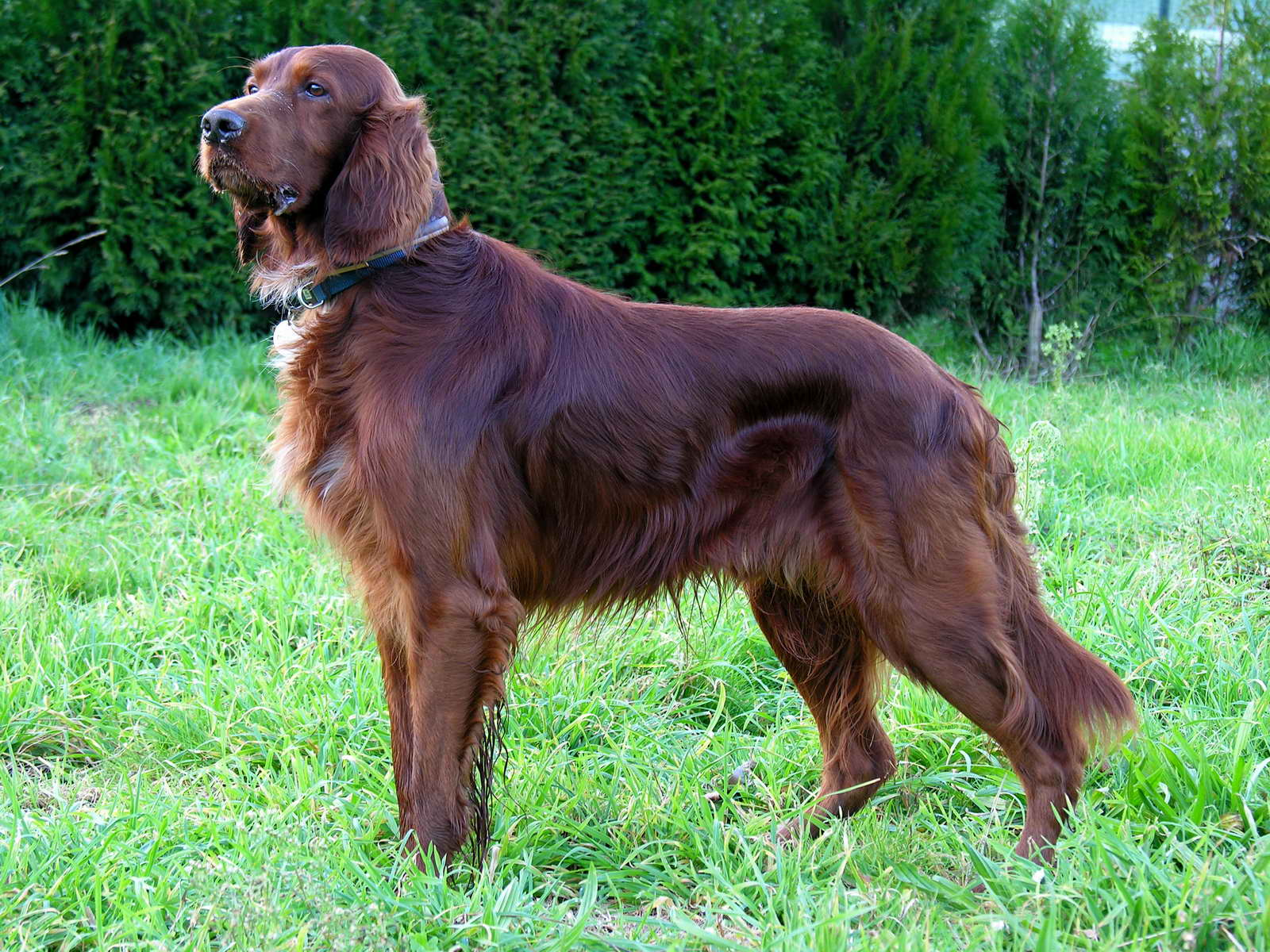
Der Irish Red Setter ist eine von nur zwei der mehr als 200 Rassen im Kennel Club, für die ein Gesundheitstest zum Züchten obligatorisch ist.

Obschon der Kennel Club mehr als 200 Rassen registriert, schreibt er nur für den Irish Red Setter und den Irish Red and White Setter einen obligatorischen Test auf Erbkrankheiten vor. Der Kennel Club verteidigt diese Praxis damit, dass andernfalls die Züchter aus dem Club austreten würden. Der Präsident der British Veterinary Association, Nick Blayney, stimmt dieser Einschätzung zu und ist der Meinung, dass die Einführung von obligatorischen Tests auf Erbkrankheiten dazu führen würde, dass der Kennel Club seinen Einfluss auf die britische Hundezucht verlöre. Der Kennel Club tue innerhalb einer schwierigen Situation sein Bestes.
Der Kennel Club führt kein offizielles Register für irgendeine Erbkrankheit und behauptet, dass die existierenden Screening-Methoden „oft inadäquat oder ineffektiv“ seien. Beim Cavalier King Charles Spaniel haben manche Züchter allerdings bereits seit 1995 Herzuntersuchungen durchführen lassen, aber weil sehr viele Züchter die tierärztliche Empfehlung ignorieren, erst ab dem Alter von fünf Jahren zu züchten, hat sich die Situation nicht verbessert. Der Kennel Club verteidigt diesen mangelnden Fortschritt damit, dass sich die Situation ohne freiwillige Herztests verschlimmert hätte.

### Positive Veränderungen
Der Kennel Club hat als Versuch, die Gesundheit der durch ihn betreuten Rassen zu verbessern, das Accredited Breeder Scheme geschaffen und unterstützt die tiermedizinische Forschung im Bereich von Erbkrankheiten. Präsident Ronnie Irving hat sich mehrmals öffentlich gegen übertriebene anatomische Merkmale bei bestimmten Hunderassen ausgesprochen. Manche Rassestandards, etwa derjenige der Englischen Bulldogge, sind inzwischen in dieser Hinsicht abgeändert worden: Anstatt eines „massiven Kopfs“ fordert der neue Standard nun einen „großen Kopf“. Bei der Richterausbildung fordert der Kennel Club inzwischen auch eine Ausbildung in Gesundheitslehre und Tierschutz. Allerdings sind alle diese Veränderungen nutzlos, wenn die Züchter weiterhin die Notwendigkeit von Veränderungen nicht einsehen oder die Rassestandards so uminterpretieren, dass die krankhaften Körpermerkmale weiterhin geduldet oder sogar gefördert werden.

### Kranke Champions
Der Film zeigt mehrere Beispiele von Hunden mit schweren Erbkrankheiten, die bei Ausstellungen gewinnen und einen Championtitel verliehen bekommen. Es gibt keinerlei Vorschriften, die es verbieten würden, mit solchen Hunden zu züchten.

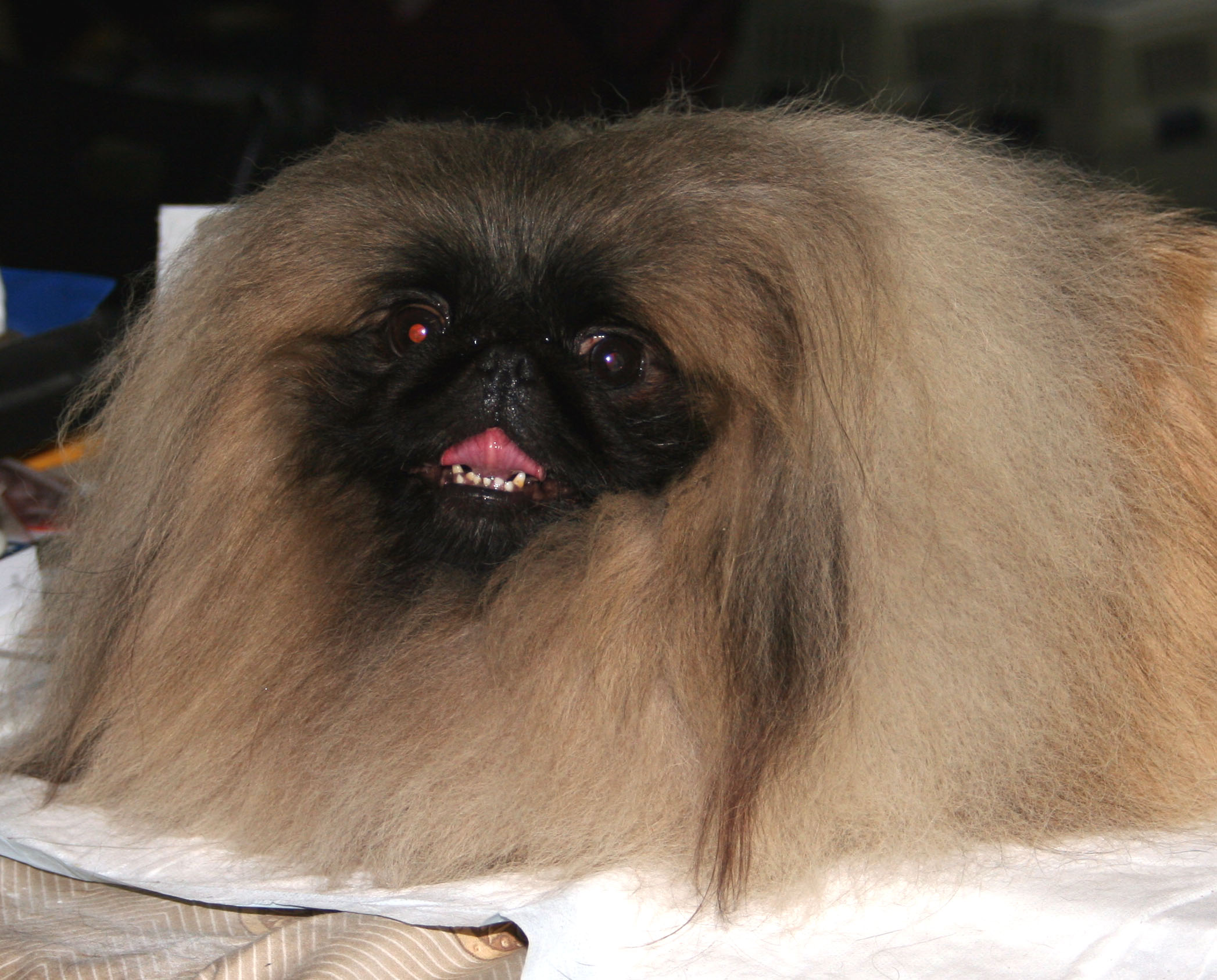
Der Pekingese hat durch die Form seiner Schnauze oft Probleme beim Atmen (siehe Brachycephalie).

So wird etwa aufgezeigt, dass der Gewinner von Crufts 2003 – ein Pekingese – für das Siegerfoto auf einem Eisblock sitzen musste. Die Rasse hat eine Tendenz zum Überhitzen, weil sie aufgrund ihrer zu kurzen Nase nicht mehr korrekt atmen kann. Außerdem wird gezeigt, dass an diesem Hund eine chirurgische Resektion des Weichen Gaumens durchgeführt worden war, um die durch seine zu kurze Schnauze verursachten Atemprobleme zu behandeln. Dan Brockman vom Royal Veterinary College erklärt, dass diese pathologische Verkürzung der Schnauze erblich ist und dass somit auch die Nachkommen dieses Hundes ein erhebliches Risiko für diese Fehlbildung aufweisen werden. Dessen ungeachtet hatte der Hund zum Zeitpunkt der Aufnahme 18 Würfe gezeugt.
Der Film untersucht auch die Situation von Leuten innerhalb der Ausstellerszene, die sich gegen derartige Entwicklungen aussprechen und beschreibt diese Szene als „ein System, in dem unethisches Handeln oft belohnt wird“. Der Kennel Club hat zwar ein Forschungsprogramm zur Syringomyelie beim Cavalier King Charles Spaniel gestartet, aber die Krankheit wird von den Züchtern nach wie vor nicht ernst genommen. Carol Fowler, eine Cavalier-Halterin, die sich vehement gegen den Zuchteinsatz von betroffenen Hunden ausspricht, wurde auf Mailing-Listen aufs heftigste angegriffen. Die Züchterin Margaret Carter vertritt einen ähnlichen Standpunkt, nachdem die Krankheit auch bei ihren Hunden auftrat, und betreibt innerhalb des Clubs Lobbying für eine Änderung der Zuchtordnung.
Margaret Carter berichtet, dass ein Cavalier King Charles Spaniel, der eine Ausstellung (Best in Show) gewonnen hat, von der Krankheit betroffen sei (anderthalb Monate nach der Erstausstrahlung wurde sie wegen „Vertrauensbruchs“ aus dem Vorstand des Cavalier King Charles Spaniel Clubs ausgeschlossen). Obwohl Tierärzte empfehlen, befallene Hunde von der Zucht auszuschließen, hat der betroffene Hund 28 Würfe gezeugt, acht davon nach der Diagnose. Die Tierärztin Claire Rusbridge beschreibt ihre Haltung dazu wie folgt: „Wenn Sie einen Hund mit einem Stock schlagen würden, um denselben Schmerz zu verursachen, den ein Hund mit Syringomyelie empfindet, würden Sie wegen Verstoßes gegen das Tierschutzgesetz bestraft, aber es gibt keine rechtliche Grundlage, um einen Züchter zu verfolgen, der absichtlich solche Hunde züchtet.“
Den Vorwurf, der Kennel Club tue nicht genug für die Gesundheit der Rassehunde, weist Irving zurück und weist darauf hin, dass der Kennel Club und seine angeschlossenen Stiftungen an der Lösung des Problems bei „manchen Rassen“ arbeite. Der Film endet mit einem Aufruf des obersten Tierarztes der RSPCA, Mark Evans, sämtliche Rassestandards im Hinblick auf den Tierschutz zu überprüfen und die Regeln der Hundeausstellungen dahingehend anzupassen, dass nicht „Schönheit“, sondern Lebensqualität das oberste Ziel sein soll.

## Reaktionen
Der Film, für dessen Produktion zwei Jahre benötigt worden waren, wurde anlässlich der Erstausstrahlung von 3,9 Millionen Zuschauern mitverfolgt. Vor der Erstausstrahlung publizierte der Kennel Club eine Pressemeldung, dass der Film stark voreingenommen sein könnte. Nach der Erstausstrahlung publizierte er mehrere weitere Presseerklärungen, die dem Film mangelnde Neutralität und „Sensationsgier“ vorwarfen. Er beschwerte sich außerdem bei der britischen Fernsehaufsicht, dem Ofcom, mit Verweis auf „unfaire Behandlung und unfairen Schnitt“. Die BBC wies diese Kritik zurück.
Der Rhodesian Ridgeback Club nennt die Aussage des Films, dass der Ridge keine besondere Funktion habe, „absoluten Nonsense“ und nennt den Ridge „ein Unterscheidungsmerkmal zu anderen großen braunen Hunden ohne Ridge, die man z. B. als Kreuzungen zwischen Mastiff und Pitbull oder Boxer und Mastiff ansehen könnte“. Er bestreitet außerdem die Behauptung, dass die Euthanasie von Welpen ohne Ridge zwingend vorgeschrieben sei. Später wurde die Zuchtordnung so geändert, dass die Tötung gesunder Welpen explizit verboten wurde.
Der Präsident des Kennel Clubs, Ronnie Irving, sagte in einer Rede zwei Tage nach der Erstausstrahlung: „Wenn dieser Film uns eines lehrt, so ist es hoffentlich, dass die 'Puristen' in manchen Rasseclubs akzeptieren müssen, dass im politisch korrekten Informationszeitalter manche alten Einstellungen nicht mehr aufrechterhalten werden können.“ Allerdings blieb er bei seiner früheren Aussage, dass die meisten Rassehunde gesund seien und sagte: „Die ungefähr 90 % unter uns, die glücklicherweise gesunde Rassen haben, müssen diese weiterhin vor Übertreibungen schützen und die Zauderer entsprechend unter Druck setzen; ansonsten werden wir alle auch in Zukunft über denselben Kamm geschert werden.“
In einem Artikel in Dogs Today wies die Chefredaktorin in einem Kommentar zu Irvings Rede darauf hin, dass eine Studie des Kennel Clubs in Kooperation mit der British Small Animal Veterinary Association ergeben hat, dass 37,4 % aller Hunde im Alter von fünf Jahren mindestens eine schwerwiegende Krankheit aufweisen und ergänzt, dass der Kennel Club Krankheiten wie etwa Hüftgelenksdysplasie, Patellaluxation und erblichen Grauen Star aus den Statistiken streichen musste, um auf 90 % „gesunde Rassen“ zu kommen.
Am 5. Oktober 2008 wurde Margaret Carter, die im Film über die Syringomyelie des Best-in-Show-Gewinners gesprochen hatte, anlässlich einer außerordentlichen Mitgliederversammlung mit Hinweis auf „Vertrauensbruch“ aus dem Vorstand des Cavalier King Charles Spaniel Club (CKCSC) abgewählt. Der Kennel Club kommentierte diese Entscheidung als bedenklich. Im Januar 2009 kandidierte sie erneut und wurde in stiller Wahl gewählt. Nachdem der Präsident, Vizepräsident und Aktuar des Clubs als Reaktion darauf ihren Rücktritt androhten, zog sie ihre Kandidatur zurück und ist inzwischen aus dem Club ausgetreten.
Auch Katzenzüchter sind seit der Ausstrahlung des Films vermehrter Kritik von tierärztlichen und Tierschutzorganisationen ausgesetzt. Besonders Perserkatzen (Brachycephalie), Scottish Folds (Hängeohren) und Munchkin Shorthairs (zu kurze Beine) werden als Qualzuchten kritisiert.

### Sponsoring
Nach der Ausstrahlung des Films verlangte die BBC vom Kennel Club, zwölf Rassen aus Tierschutzgründen von der Teilnahme an Crufts auszuschließen. Als der Kennel Club dies ablehnte, erklärte die BBC, dass sie ihre Übertragung von Crufts nach 42 Jahren einstellen werde. Dadurch entgeht der Crufts jährlich eine sechsstellige Summe.
Auch die größte britische Tierschutzorganisation RSPCA, die wohltätige People's Dispensary for Sick Animals und der Dogs Trust haben ihre Unterstützung der Ausstellung als Reaktion auf den Film beendet. Am 24. Oktober zog sich der Hauptsponsor, Hundefutterhersteller Pedigree Petfoods, nach 44 Jahren ebenfalls zurück, was für Crufts einen geschätzten jährlichen Verlust von 500'000 bis 1'500'000 Pfund Sterling bedeutet. Eine Woche später beendete auch der Hundefutterhersteller Hill's sein Sponsoring der Ausstellung.

### Revidierte Rassestandards
Am 7. Oktober 2008 teilte der Kennel Club mit, dass er sämtliche Rassestandards im Hinblick auf gesundheitliche Probleme überprüfen lassen werde und dass Ausstellungsrichter bei ihren Platzierungen neu auch gesundheitliche Probleme berücksichtigen müssten. Er verlangte außerdem von der Regierung die Kompetenz, Strafmaßnahmen gegen Züchter verfügen zu können, die sich nicht an gesundheitliche Mindestanforderungen hielten. Dies wurde von einigen Rasseclubs als Überreaktion kritisiert.
Am 12. Januar 2009 publizierte der Kennel Club die revidierten Rassestandards, die seiner Ansicht nach „keine Anforderungen mehr enthalten, die Merkmale fördern könnten, welche die Hunde beim Atmen, Gehen und Sehen behindern könnten […] Dies ist ein Beitrag, Übertreibungen in der Zucht entgegenzutreten, die von manchen Züchtern als erwünscht erachtet werden, aber gleichzeitig der Gesundheit der Hunde schaden können.“ Daneben wurde ab dem 1. März 2009 Paarungen zwischen Eltern und Nachkommen der ersten Generation sowie zwischen Vollgeschwistern verboten. Auch die Ausstellungsordnung wurde dahingehend angepasst, dass Richter nur gesunde Hunde auszeichnen dürfen und die Kompetenz erhalten, kranke Hunde zu disqualifizieren.
Die Produzentin des Films, Jemima Harrison, kommentierte diese Änderungen als „längst überfällig“. Der oberste Tierarzt der RSPCA begrüßte das Inzuchtverbot, hielt aber die Standardänderungen für unzureichend und zeigte sich über deren Interpretation im Ausstellungsring besorgt.
Einige Züchter und Rasseclubs haben als Reaktion auf die neuen Standards und Regelungen rechtliche Schritte gegen den Kennel Club angedroht. Der Club für Englische Bulldoggen hat den neuen Standard für seine Rasse abgelehnt.

### Beschwerde beim Ofcom
Der Kennel Club beschwerte sich nach der Ausstrahlung des Films beim Office of Communications (Ofcom) der BBC, das daraufhin eine Untersuchung durchführte. Die Ergebnisse wurden am 9. Dezember 2009 publiziert und lehnten vier der fünf Beschwerdepunkte ab. Die Beschwerde des Kennel Club, dass er nicht ausreichend Gelegenheit zur Gegendarstellung erhalten hätte, wurde teilweise gutgeheißen: Von den 15 entsprechenden Punkten hätten der Eugenik- und Hitlervergleich, der Vergleich zur nationalsozialistischen Rassentheorie sowie die implizierte Behauptung, die Operation des Crufts-Gewinners sei verheimlicht worden, dieses Recht verletzt.

### Bericht der RSPCA
Im Februar 2009 wurden die Ergebnisse eines unabhängigen Forschungsberichts der Tierschutzorganisation RSPCA publiziert. Diese besagten, dass „übertriebene anatomische Merkmale und Erbkrankheiten ein ernstes Problem bei Rassehunden sind.“ Der Bericht zitierte aus Arman (2007), wonach Züchter und Teile der Tierärzteschaft dermaßen desensibilisiert seien, dass sie die Zucht von anatomisch deformierten Hunden nicht mehr als schockierend oder abnormal empfänden. Auch seien die heutigen Zuchtprogramme bei der Reduktion dieser Probleme erfolglos geblieben, so dass Neuerungen in Zucht und Selektion zwingend erforderlich seien. Der Kennel Club kritisierte den Bericht, der seiner Ansicht nach bereits erzielte Erfolge nicht genügend würdige.

### Parlamentarische Untersuchung
Als Reaktion auf den Film führte die Associate Parliamentary Group for Animal Welfare des britischen Parlaments ebenfalls eine Untersuchung zu zuchtbedingten Defekten bei Rassehunden durch. Die Ergebnisse dieser Untersuchung wurden im November 2009 publiziert und kamen zum Schluss, dass „ernsthafte Gesundheits- und Tierschutzprobleme bei Rassehunden“ bestünden, welche zumindest teilweise durch die modernen Zuchtpraktiken verursacht würden. Der Bericht gab verschiedene Empfehlungen ab, unter anderem, dass Rassestandards weniger auf „visueller Ästhetik“ basieren sollten und vielmehr die Frage in den Vordergrund gestellt werden sollte, ob die gezüchteten Hunde ihre ursprüngliche Aufgabe erfüllen könnten („fitness for purpose“). Die verfügbaren Gesundheitstests sollten aggressiv gefördert werden, und Hunde, bei denen diese nicht durchgeführt wurden, sollten einen entsprechenden Vermerk auf ihren Papieren erhalten und vom Championtitel ausgeschlossen werden. Die Untersuchung bemerkte zudem, dass „der Kennel Club sich entscheiden sollte, ob das Registrieren von Rassehunden oder Gesundheit und Tierschutz sein primäres Ziel sein soll“ und in Zukunft entsprechend handeln müsse.
Das Accredited Breeder Scheme ist eine Auszeichnung des Kennel Clubs, die dem Welpenkäufer dabei helfen soll, einen verantwortungsbewussten Züchter zu finden. Der Bericht kritisiert diese Bewertung als irreführend, da offensichtlich einige seiner Züchter nur ungenügende Qualitätsstandards aufwiesen und Käufer zu der Annahme verleiten können, dass Welpen aus diesem Programm nicht unter gesundheitlichen und/oder tierschutzrelevanten Probleme leiden könnten. Er empfiehlt mehr unangekündigte Inspektionen, um eine bessere Qualität sicherzustellen, und besagt außerdem, dass das Wort „Rassehund“ grundsätzlich für die höhere Qualität einer Zucht stehen sollte und dass entsprechende Qualitätsansprüche nicht auf eine Untergruppe von Züchtern eingeschränkt werden dürften.
Gemäß dem Bericht würde eine unzureichende Reaktion des Kennel Clubs eine Reaktion des Gesetzgebers notwendig machen. Der Kennel Club veröffentlichte eine Antwort auf den Bericht, die von der Regisseurin wiederum als ungenügend kritisiert wurde.

### Bateson-Report
Im Januar 2010 wurde eine peer-reviewte wissenschaftliche Untersuchung unter der Leitung des Zoologen Sir Patrick Bateson veröffentlicht, die unter anderem vom Kennel Club mitfinanziert worden war. Sie kam zum Schluss, dass die einseitige Zucht im Hinblick auf Ausstellungserfolge bei vielen Rassen zu einschneidenden Veränderungen innerhalb der letzten 50 bis 100 Jahre geführt hat, da gewisse als „rassetypisch“ bezeichnete Merkmale in übertriebener Form gefördert worden sind. In vielen Fällen hat dies zu tierschutzrelevanten Nachteilen für die Hunde geführt. Einige Standards enthalten außerdem Anforderungen, die nachweislich Gesundheit und Wohlbefinden der Hunde direkt beeinträchtigen.

„Für Außenstehende ist es unverständlich, dass jemand ein Tier mit Atem- oder Gehschwierigkeiten bewundern, geschweige denn erwerben kann. Und doch gibt es Leute, die leidenschaftlich solche Hunde halten, züchten und lieben, obwohl diese offensichtlich schwere Gesundheitsprobleme und Einschränkungen des Wohlbefindens aufweisen. […] Ungeachtet der Motivationen der Züchter ist es sicher an der Zeit, dass unsere Gesellschaft sich als Ganzes gegen die Tierschutzprobleme wendet, die in der Hundezucht offensichtlich vorhanden sind.“

Der Report zeigt auf, wie Ausstellungen und Richterentscheide, die an diesen gefällten werden, die Rassen stark beeinflussen können, was durch die teils massiven Veränderungen im Phänotyp mancher Rassen belegt wird. Dieser Einfluss der Ausstellungen kann nun aber auch dazu benutzt werden, die gewünschten Tierschutzziele zu erreichen. Rassestandards sollten danach so abgeändert werden, dass sie Anreize für das Züchten gesunder Hunde schaffen und dies im Ausstellungsring auch belohnt werden sollte.
Inzucht wird im Bericht ebenfalls kritisch gesehen: Sie wird verursacht durch die kleine Gründerpopulation der meisten Hunderassen (Gründereffekt), das bewusste Anwenden von Inzucht zur Festigung gewisser phänotypischer Merkmale und die geschlossenen Zuchtbücher. Inzucht kann zwar gewisse schädliche Merkmale durch Purging eliminieren, andererseits aber auch nachteilige Merkmale in einer Rasse etablieren und die Fitness der Hunde reduzieren (Inzuchtdepression). Neben der vom Kennel Club als Reaktion auf den Film verbotenen Verpaarung von Eltern mit Nachkommen der ersten Generation sowie von Vollgeschwistern empfiehlt der Bericht auch, Verpaarungen von Großeltern und Nachkommen der zweiten Generation zu vermeiden. In Rassen mit ungenügender genetischer Variabilität müssten auch Kreuzungen über die Rassegrenzen hinaus in Betracht gezogen werden.
Schließlich empfiehlt der Bericht auch die Schaffung eines beratenden Ausschusses zur Hundezucht, da der Kennel Club als Vertreter der Hundezüchter bei der Überwachung seiner Mitglieder unter einem offensichtlichen Interessenkonflikt steht. Dieser könne ein separates Schema zur Qualitätssicherung etablieren, um potentiellen Welpenkäufern bei der Auswahl von Züchtern zu helfen. Er empfiehlt dem Kennel Club als mögliche Alternative dazu, sein Accredited Breeder Scheme ISO-zertifizieren zu lassen.

## Deutsche Version
Im Schweizer Fernsehen wurde im Februar 2009 eine deutsche Version des Films unter dem Titel „Rassereine Krüppel – Hunde zu Tode gezüchtet“ ausgestrahlt.